# Frederika (Iowa)
Frederika è un comune degli Stati Uniti d'America, situato nello Stato dell'Iowa, nella contea di Bremer.